# Смолянски езера
Смолянските езера са група езера в Букова планина, Западните Родопи, на север под Орфеевите скали и връх Снежанка.

## Описание
Пръснати са по левия склон на долината на Черна река, от Орфеевите скали и връх Снежанка до град Смолян. Образувани са в тилните понижения на голямо свлачище, получено в резултат на контакта на риолитни скали и намиращите се под тях водоупорни седиментни скали.
В миналото са били над 20 езера, но сега са останали само 8, като 7 от тях са естествени, а едно от тях (Керяновия гьол) е превърнато в микроязовир. Другите днес представляват блата. Пролет и есен на мястото на някои от тези блата отново се появяват малки езерца. Други са превърнати в рибарници.
Най-голямо е Тревистото (Тревното) езеро 41°37′03″ с. ш. 24°39′56″ и. д. / 41.6175° с. ш. 24.665556° и. д., с площ ок. 6 - 8 ха, от което е останало не повече от 10 на 10 метра, а най-дълбоко е Мътното езеро – 4,5 м, което е и най-високо разположеното – на 1500 м и на 41°37′17″ с. ш. 24°40′40″ и. д. / 41.621389° с. ш. 24.677778° и. д. и е с площ 1,6 ха. Останалите по-големи езера са Лагера (Лъгът), Платеното езеро (Керяновия гьол, Керанов гьол, Кирянов гьол) (7 ха), Бистрото езеро (3 ха), Османовия гьол (2,3 ха), Силажа (4,5 ха), Милушевското езеро (Милушевия гьол) (5 ха) и Лиляковото (Люляковото, Люкасовото) езеро (2 ха). Езеро Източно (1,2 ха) не е с постоянно водно огледало и през летно-есенния период пресъхва. Това показва, че няма постоянно подхранване от подземни води като останалите и притокът му е само от повърхностни дъждовни и снежни води. Езеро „Лагера“ е правено на язовир, отдаден през 1995 г. от общината на Ловно-рибарското дружество. Тъй като преливно-изпразнителната му част беше спукана и не позволяваше пълнене, то отново стана езеро с площ ок. 7,5 - 12 ха. Османов гьол също е правен на язовир, а от 2010 г. голям имот до него е ограден и в него има намерение да се строи, но всичко е според правилата. Тревистото и Бистрото езеро са свързани помежду си с речен ръкав. Около 30% от площта на Тревистото езеро е заета от торфен пласт с дебелина около 1 метър. На него през лятото растат буйни треви, откъдето произлиза и името му. Близо до него е изграден параклиса „Свети Дух“.
В околността на Смолянските езера са построени хижи и почивни домове.